# ФК Звезда
ФК Звезда Кропивницки укр. ФК «Зірка» Кропивницький) је украјински професионални фудбалски клуб из Кропивницка, који се такмичи у Премијер лиги Украјине. Њихов највећи ривал је ФК Олександрија.